# 장주희 (아나운서)
장주희는 대한민국 CBS의 아나운서이다.

## 학력
- 1988 ~ 1992 : 성균관대학교 문헌정보학 학사
- 2003 ~ 2006 : 원광대학교 대학원 미술치료 석사

## 입사년도
- 1993년 2월 ~ 현재 : CBS 아나운서

## 출연 프로그램

### 현재
- CBS 표준FM -  CBS 뉴스 (1998년 12월 15일 ~ 현재)

### 과거
- CBS 표준FM - 《교회 가는 길》
- CBS 표준FM - 《든든한 삶》
- CBS 표준FM - 《장주희의 뮤직플러스》
- CBS 음악FM - 《장주희의 가요속으로》
- CBS 음악FM - 《12시에 만납시다 장주희입니다》
- CBS 음악FM - 《저녁스케치 939 장주희입니다》
- CBS 음악FM - 《오후의 클래식 장주희입니다》
- CBS 표준FM - 《정오의 문화저널》
- CBS 표준FM - 《CBS 낮 종합뉴스》
- CBS 표준FM - 《함께 사는 세상》
- CBS 음악FM - 《내가 매일 기쁘게 장주희입니다》
- CBS 표준FM - 《양병삼의 시사자키(주말 장주희)》
- CBS 음악FM - 《Amazing Grace 장주희입니다》
- CBS TV - 수호천사 사랑의 달란트를 나눔시다
- CBS TV - 새롭게 하소서
- CBS 표준FM - 《장주희의 해피송》 (2015년 9월 14일 ~ 2016년 4월 24일)
- CBS 표준FM -  오늘 하루 장주희입니다 (2016년 4월 25일 ~ 2023년 4월 22일)

## 수상
- 2005년 : 한국 아나운서대상 라디오진행자상

## 저서
- 2019년 12월 15일 : 들리는 설교